# 우이도 풍성사구
우이도 풍성사구(牛耳島風成沙丘)는 전라남도 신안군 도초면 우이도리에 있다. 2009년 12월 16일 신안군의 향토유적 제9호로 지정되었다.

## 개요
산릉사이의 안부를 통화가는 바람에 의해 형성된 풍성퇴적층이다.